# رشيد بن الحسن
الأمير مولاي رشيد بن الحسن (20 يونيو 1970-)، هو النجل الأصغر للعاهل المغربي الراحل الحسن الثاني وشقيق ملك المغرب محمد السادس.

## حياته
ولد الأمير مولاي رشيد في 20 يونيو 1970 في الرباط، تابع دراسته فيها إلى أن نال شهادة (الإجازة في القانون العام) في مايو 1993، ثم حصل على شهادة الدبلوم في القانون المقارن بتقدير (حسن جدا) من كلية العلوم القانونية والاقتصادية والاجتماعية.
وفي يونيو 1996، نال الشهادة الثانية للدراسات العليا في شعبة العلاقات الدولية بتقدير (حسن جدا)، وفي 18 مايو 2001 نال شهادة الدكتوراه في القانون من جامعة بوردو في فرنسا بتقدير (مشرف جدا) وكان موضوع الرسالة التي ناقشها (منظمة المؤتمر الإسلامي.. دراسة لمنظمة دولية متخصصة)، ونظرًا لأهمية الرسالة وقيمتها فقد صدرت توصية بنشرها. في يوليو 2000م رقي الأمير رشيد إلى رتبة جنرال دوبريكاد.
اهتم منذ صغره بالأنشطة الثقافية والرياضية حيث يرأس منذ أبريل 1997م الجامعة الملكية المغربية للرماية بسلاح القنص ويرأس مؤسسة المهرجان الدولي للفيلم بمراكش وجمعية جائزة الحسن الثاني للغولف.
وفي 5 أكتوبر 2004م وشح الأمير مولاي رشيد من طرف الملك ألبير الثاني ملك بلجيكا بالحمالة الكبرى لوسام ليوبولد الثاني.
يولي الأمير مولاي رشيد اهتماما بالغا بالأنشطة الثقافية والاجتماعية والرياضية. وقام بالعديد من الانشطة الرسمية داخل المغرب وخارجه، لاسيما في المجال الرياضي والاجتماعي والثقافي، كما ترأس تظاهرات كبرى في مختلف المجالات إلى جانب عدد من الاحتفالات الرسمية، ويمثل الملك محمد السادس في عدد من المحافل والأحداث الوطنية والدولية، فقد مثل الأمير مولاي رشيد الملك محمد السادس في مسقط لتقديم التعازي في وفاة سلطان عمان قابوس بن سعيد، وفي حفل تنصيب إمبراطور اليابان الجديد في طوكيو، وفي تشييع جنازة الرئيس التونسي الباجي قايد السبسي في تونس العاصمة، وفي أشغال القمة العربية الطارئة التي عُقدت بقصر الصفا في مكة، وفي مراسم تشييع جثمان الدوق الأكبر جان دوق لوكسمبورغ وغيرها من المناسبات.

## حياته الخاصة
في يوم الجمعة 22 محرم سنة 1436 هـ موافق 14 نوفمبر سنة 2014م تزوّج الأمير مولاي رشيد بالسيدة أم كلثوم بو فارس (ابنة الوالي السابق في وزارة الداخلية مولاي المامون بو فارس، وأمها الأميرة خديجة بنت يوسف أخت الملك محمد الخامس.)  في حفل شهده شقيقه الملك محمد السادس وأنجبا:
- الأمير مولاي أحمد بن رشيد بن الحسن (23 يونيو 2016 -).[10]
- الأمير مولاي عبد السلام بن رشيد (2 يونيو 2022-).[11]